# Știința de hadis
Stiința de hadis sau hadîth (în arabă حديث), este știința care se ocupă cu luarea în considerare a dovezilor despre tradiția Mesagerul lui Allah, dacă se cunoaște sursa acestor vorbe și, cel care a transmis aceste vorbe, în termeni de acceptare și de răspuns, și se ia în considerare semnificația textului după verdictul și după regulile care disting un randament acceptabil ca fiind atribuit Profetului Muhammad.

## Al Muwatta, de Malik ibn Anas al Sabahi
Numeroși  cercetători, filologi, teologi și juriști din secolul al 2-lea Hj au întreprins călătorii în toate regiunile lumii islamice, pentru a aduna tradițiile de la autoritățile în materie, și pentru a le clasa după diverse criterii. Aceștia vor purta numele de tradiționiști (muhaddisun).

Pe la sfârșitul secolului al II-lea Hj / al VIII-lea Gr., nevoia de a dispune de lanțuri complete (Isnad), ale transmițătorilor de tradiții, care să urce până la sursa inițială, a devenit evidentă și chiar presantă.

Prima încercare în acest sens, a fost lucrarea lui Malik ibn Anas al Sabahi, intitulată „Al Muwatta”, în care au fost incluse numeroase tradiții, unele cu lanțuri parțiale, altele cu lanțuri complete, iar altele lipsite cu desăvârșire de lanțuri. Culegerile de tradiții care au început să apară după aceea, dispuneau de două elemente esențiale: pe de o parte, lanțul autorităților (isnad sau sanad), pe de altă parte, textul propiu-zis al tradițiilor (matn).

Imamul As-safii (elevul lui Malik) a continuat demersul lui Malik în  acest sens. S-au emis opinii diferite în legatură cu admiterea sau respingerea consemnării hadiselor, însă epigonii au început să înregistreze, în scris, numeroase relatări despre profet, constituind, astfel, baza pentru elaborarea  de lucrări ample în secolul următor. Printre aceștia, sunt menționați, în mod deosebit `Urwa ben al Zubair și Muhammad Bin Muslim bin Sihab az-Zuhri, care vor deveni, astfel, una  dintre autoritățile poate cele mai des citate.

Primele culegeri au început clasarea hadiselor după companioni care le-au transmis. În  această  categorie se încadrează lucrările întocmite de At-Tayalisi și de Ahmad ben Hanbal, iar lucrarea lui Malik, intitulată Al Muwatt`, este citată printre primele culegeri în care materialul este clasat după subiecte.

## Sahih, de Al-Bukhari și Muslim
În secolul al IX-lea Gr. au apărut câteva dintre cele mai voluminoase și mai importante culegeri de Hadis (Musannafat), alcătuite după acest criteriu. Șase dintre acestea s-au detașat de celelalte și au ajuns să se bucure de cea mai mare autoritate până în zilele noastre. Acestea sunt cele două culegeri întocmite de Al-Bukhari și Muslim, care poartă titlul Sahih, urmate de patru lucrări cu titlul Sunan, alcătuite de Abu Dawud, At-Termizi, An Nasa`i și Ibn Maja.

Aceste culegeri conțin date biografice și comentarii asupra Coranului, precum și numeroase detalii referitoare la viața și practica religioasă, dreptul canonic, organizarea socială, conduita în viața publică și în viața privată. În teorie, tradițiile incluse în culegerile întocmite de Al-Bukhari și de Muslim sunt considerate, în totalitate, ca autentice (sahih), în vreme ce acelea incluse în alte lucrări sunt considerate ca având valoare de grade foarte diferite.

Începând din secolul al IV-lea Hj. / al X-lea Gr., culegerile întocmite  de Al-Bukhari și Muslim se bucură de o recunoaștere cvasiunanimă, iar în  final, toate cele șase culegeri vor fi definitiv recunoscute. și vor fi citate prin expresia „As-Sihah as-sitta”(cele șase autentice).